# Altenburger Brauerei
Die Altenburger Brauerei ist eine historische Bierbrauerei, die im Jahr 1871 gegründet wurde und in der ostthüringischen Skat- und Residenzstadt Altenburg ihren Sitz hat. Sie ist das Schwesterunternehmen der Brauerei Leikeim in Altenkunstadt/Oberfranken und seit 2016 sind Andreas, Bastian und Anna Leikeim die Gesellschafter des Unternehmens. Die heutige Altenburger Brauerei befindet sich in der Brauereistraße 20 im Stadtteil Kauerndorf.

## Geschichte

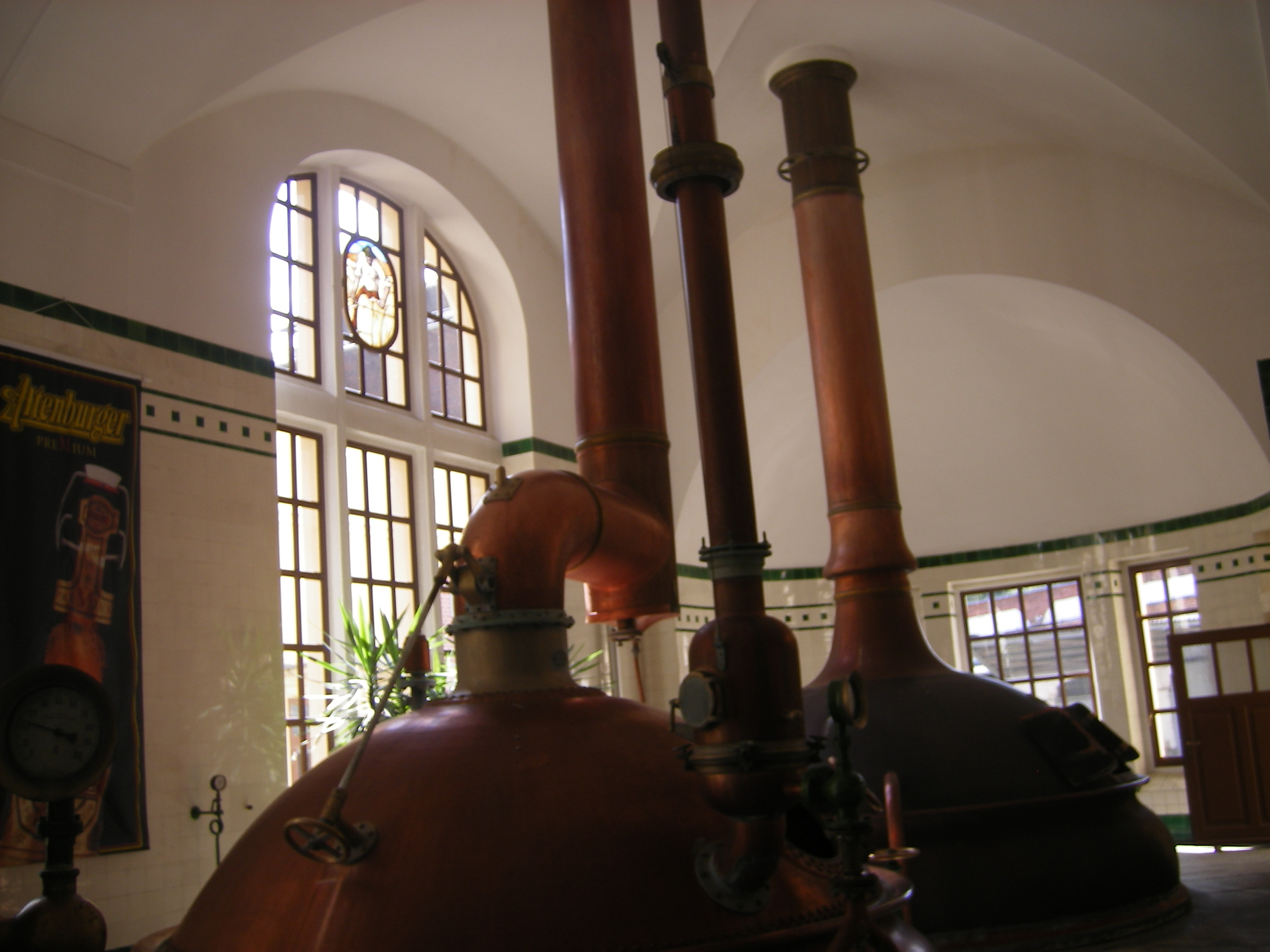
Kupferkessel im Sudhaus

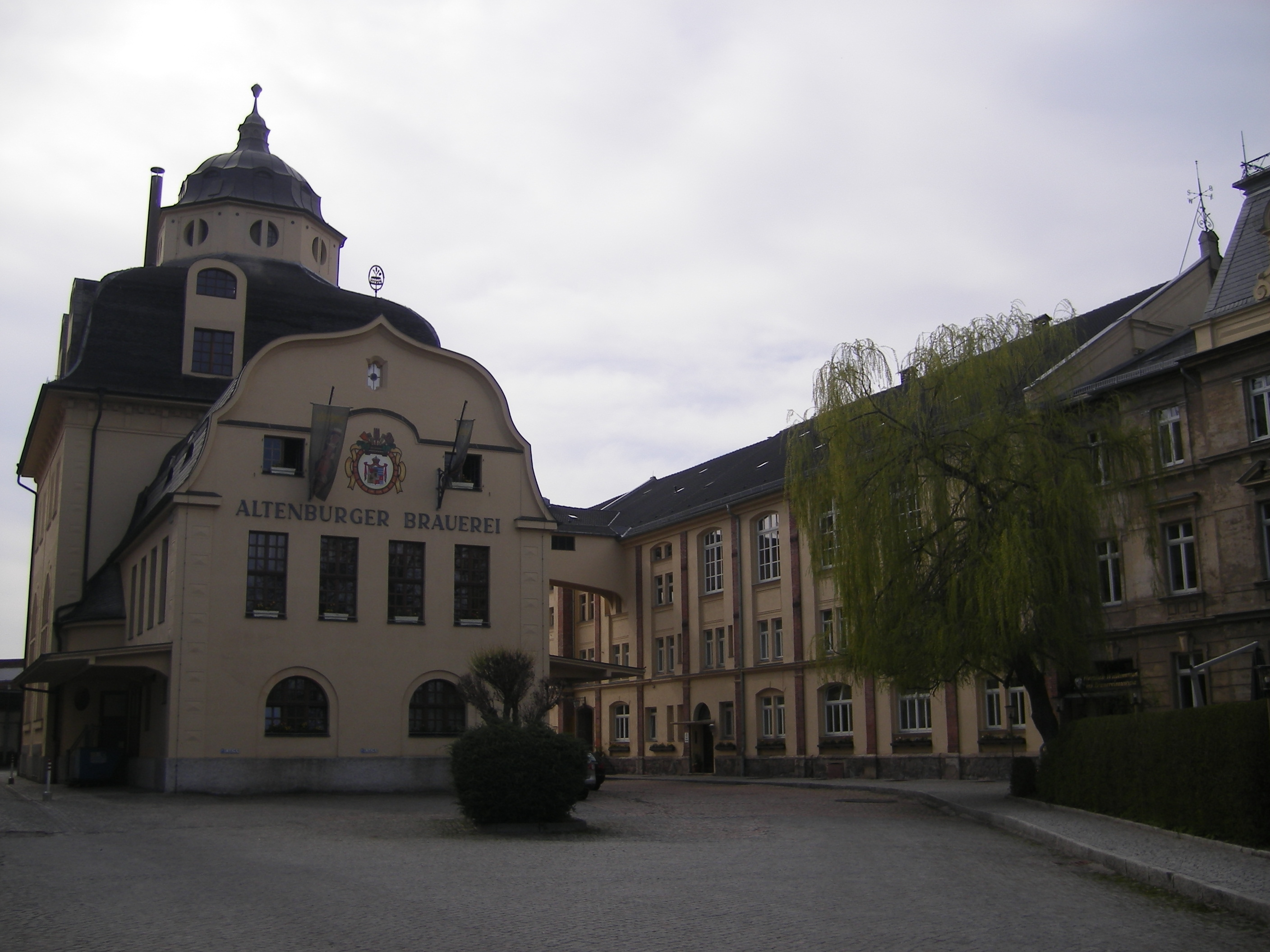
Brauerei mit Sudhaus links

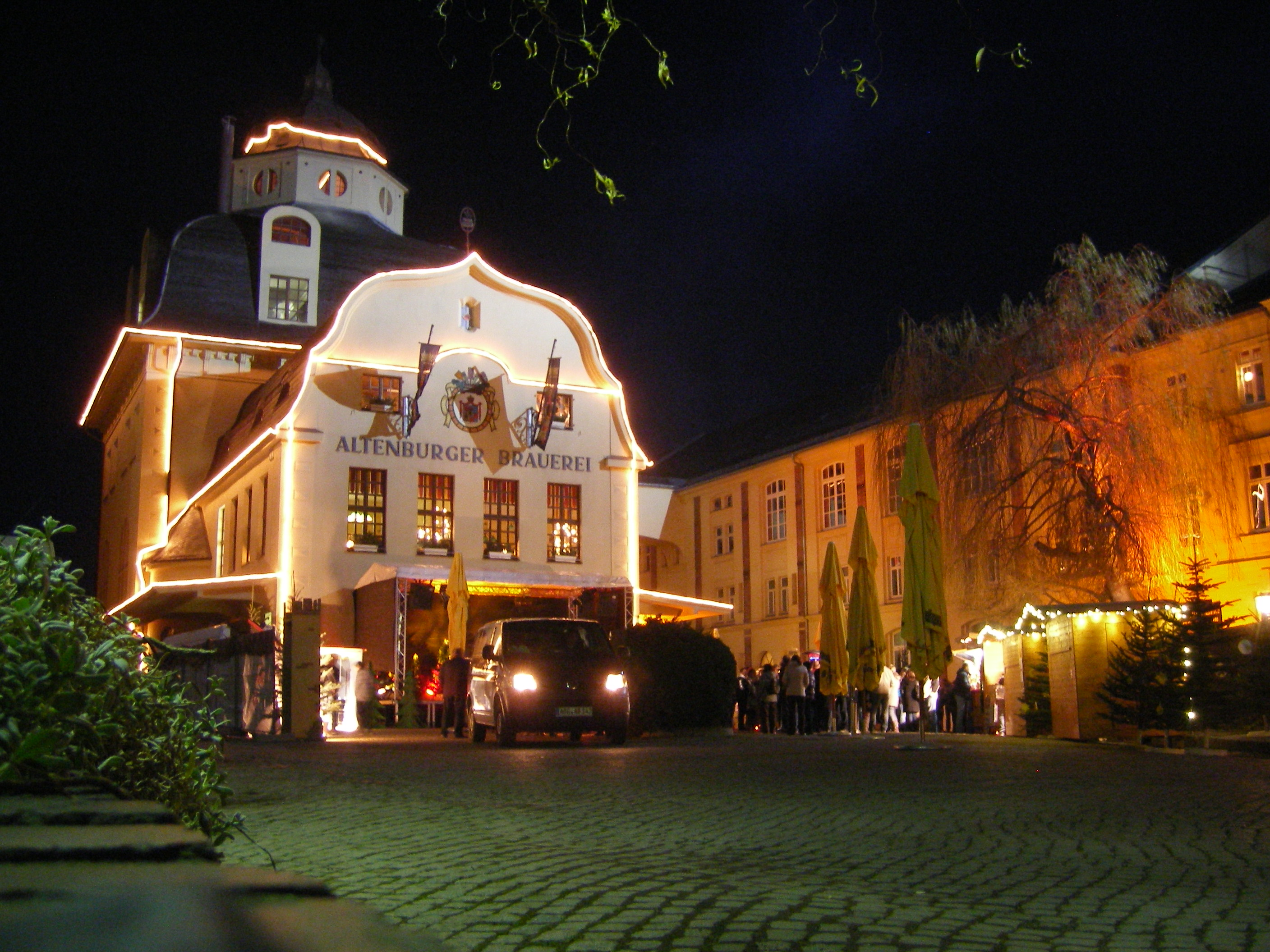
Brauereiweihnachtsmarkt

Die genauen Anfänge der Brautradition im Altenburger Land sind nicht nachzuvollziehen. Allerdings wurde im Jahr 1256 eine Bannmeile zur Förderung hiesiger Biere um die Stadt erhoben. Insgesamt existierten zur Zeit des Herzogtums Sachsen-Altenburg 59 Brauereien im Altenburger Land.
Nachdem im Jahr 1830 das erste Kommunbrauhaus in Altenburg entstand, wurde die erste Brauerei 1871 am Großen Teich gegründet. Die Brauerei in Kauerndorf wurde als zweite Brauerei der Stadt 1872 erbaut. Am 31. Juli des Jahres 1871 hatten sieben Altenburger Bürger die Idee, eine Actienbrauerei zu gründen. Das Grundstück des Rittergutes Kauerndorf wurde vom Gutsbesitzer Hermann Herold (1821–1885) erworben. Im Juli 1873 begann hier der Braubetrieb, zuerst mit Braunbier. Das Lager Urtyp Hell folgte im Oktober des gleichen Jahres. Aufgrund des gesteigerten Absatzes wurden bereits zwei Jahre später neue Braupfannen eingebaut. Dies deckte die Jahresproduktion bis 130.000 Hektoliter ab, die 1896 bereits erreicht wurden. Im August 1883 wurde der 500.000. Hektoliter Bier verkauft. 1898 erhielt die Brauerei auf der Verbandstagung des sächsischen Gastwirtschaftsvereins eine Goldmedaille und den Ehrenpreis der Stadt Meerane.
1901 entstanden zwei weitere Biersorten, nämlich das Bayrisch und das Böhmisch Bier. Zu einer Erweiterung der Braukapazität kam es im Jahr 1905, als Bier in Flaschen auch an Privatkunden geliefert wurde. Das hatte auch die Erweiterung des Betriebes zur Folge. So erfolgte 1912/1913 der Bau des neuen Sudhauses nach der technischen Konzeption des Ingenieurs Theodor Ganzenmüller aus Weihenstephan, das eines der modernsten Sudhäuser Europas war und eine Ausschlagkapazität von 230.000 Hektolitern hatte.
Im Zuge der Hyperinflation musste 1921 die Altenburger Brauerei wegen wirtschaftlicher Schwierigkeiten mit dem Brauverein Gera und anschließend mit der Leipziger Brauerei zu Reudnitz Riebeck & Co. AG fusionieren.
Während des Zweiten Weltkrieges verringerte sich der Ausstoß bis 1949 auf 30.000 Hektoliter in dem Jahr. Ein Jahr zuvor wurde die Brauerei ein VEB und 1968 an das Getränkekombinat Leipzig angeschlossen. Bis zum Jahr 1990 wurden jährlich 330.000 Hektoliter Bier und alkoholfreie Getränke produziert. Im selben Jahr wurde ein Kooperationsvertrag mit der Kulmbacher Aktienbrauerei geschlossen.
Nach der Wiedervereinigung verlor die Altenburger Brauerei stark an Absatz. So sank die Produktion auf knapp 10.000 hl. Daraufhin kaufte das Brauhaus Leikeim aus Altenkunstadt in Oberfranken die Brauerei. Die Brauerei strebte eine behutsame Modernisierung an, ohne dabei den traditionellen Kern und seine regionale Verbundenheit zu verlieren und steigerte so die Absatzzahlen. Aufgrund des steigenden Umsatzes wurden im Jahr 2003 neue Gärtanks angeschafft, welche die Gärkeller ersetzten. 2014 monierte der Deutsche Werberat eine Plakatkampagne der Brauerei als frauendiskriminierend. Die Brauerei verzichtete nur teilweise auf die Plakatwerbung, so dass der Werberat eine Rüge aussprach.
Anfang 2017 überarbeitete die Brauerei ihren Markenauftritt. Das Bier gibt es seitdem in wiederverschließbaren Bügelflaschen mit Kunststoff-Verschluss. Die Werbung konzentriert sich auf die Regionen Leipzig, Chemnitz, Dresden und Altenburg. Das Unternehmen möchte durch Unterstützungen von regionalen Vereinen die Region Altenburg stärken.
Die Brauerei setzt bei den Rohstoffen auf ihre Heimatregion Mitteldeutschland. Ein Großteil des Hopfens kommt aus dem 10 Kilometer entfernten Monstab von der Hopfenbauern-Familie Berthold.
Einen hohen Stellenwert hat seit vielen Jahren zudem die berufliche Aus- und Weiterbildung im Unternehmen. Dies wurde durch die Auszeichnung als TOP-Ausbildungsunternehmen 2022 der IHK Ostthüringen gewürdigt. Damit gehört die Brauerei zu einem der besten Ausbildungsunternehmen in Thüringen.
Ein besonderes Augenmerk legt die Brauerei auf ihre Tradition als unabhängiges Familienunternehmen. So wurde die Brauerei 2021 als Mitglied im Werteverbund „Die Freien Brauer“, einem Zusammenschluss von konzernunabhängigen, mittelständischen Familienbrauereien, aufgenommen.
Der Geschäftsführer und Inhaber Bastian Leikeim nahm als Mitglied des deutschen Nationalteams 2019 an der Weltmeisterschaft der Biersommeliers in Rimini teil. Im Jahr 2021 konnte er sich als einer der 10 besten deutschen Biersommeliers für die Weltmeisterschaft 2022 in München qualifizieren.
Seit 2021 bietet die Brauerei auch zwei saisonale Biere an, das Altenburger Sommerhell und das Altenburger Winterbier. Beide Biere sind speziell auf die jeweiligen Jahreszeiten abgestimmt. So ist das Sommerhell ein leichtes Schankbier mit drei unterschiedlichen Hopfensorten. Das Winterbier ist ein Vienna Style Lager mit Spezialmalzen mit kupferroter Farbe.
Die Biere der Brauerei sind mittlerweile mehrfach ausgezeichnet worden. So wurde das Helle der Altenburger Brauerei bei den World Beer Awards 2019 zum besten Bier in der Kategorie Lager, Helles / Münchner gekürt. Das Pils der Brauerei wurde beim Meininger's International Craft Beer Award 2021 zum zweiten Mal in Folge als „Pils des Jahres“ ausgezeichnet. Auch das Altenburger Sommerhell wurde bei den World Beer Awards 2022 als „World's Best Light Lager“ ausgezeichnet.

## Heutige Nutzung der Brauerei

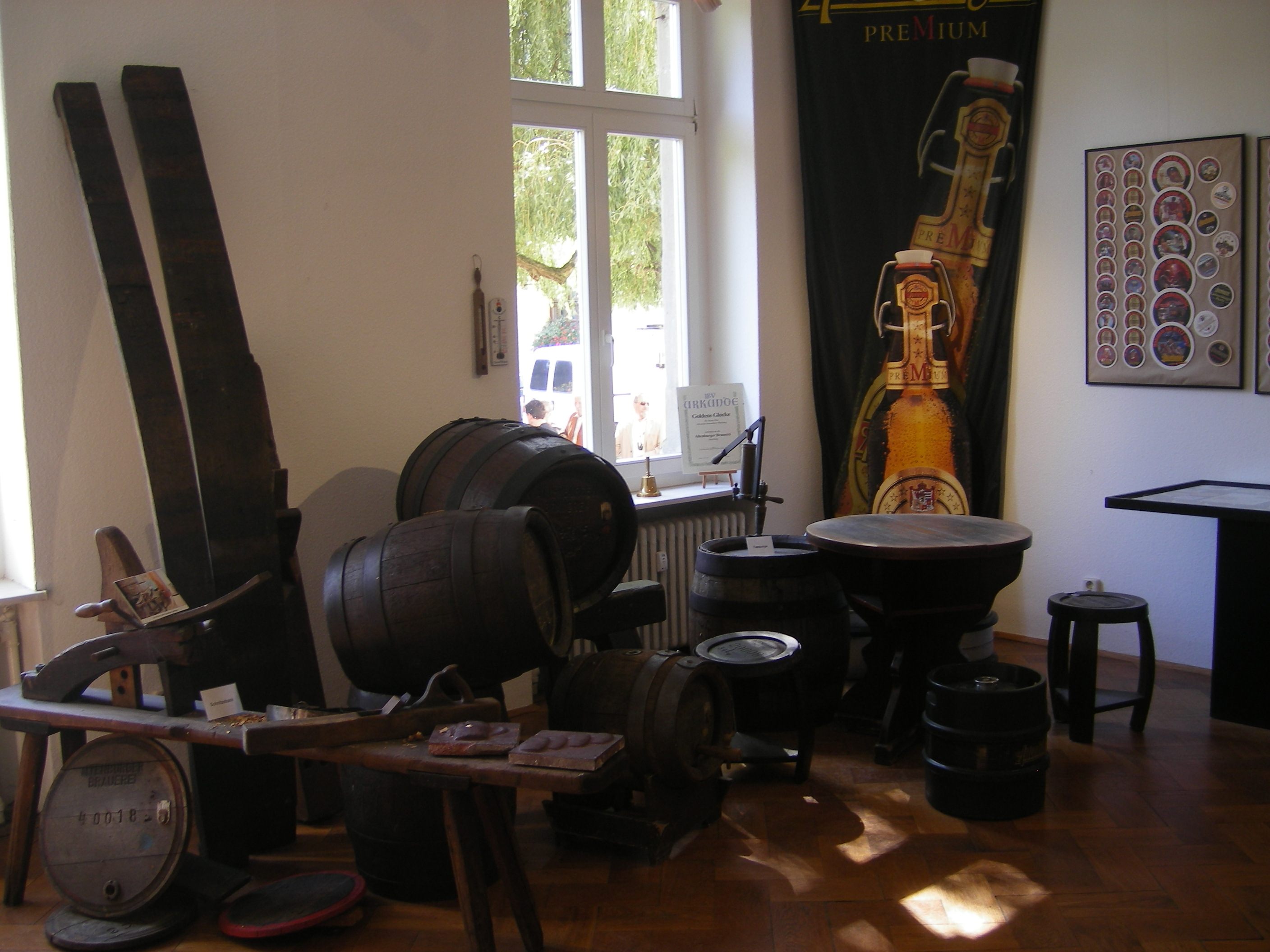
Blick ins Brauereimuseum

Die Brauerei erhielt die Architektur ihres Gebäudekomplexes, weshalb dieser heutzutage unter Denkmalschutz steht. Die historischen Gebäude sind im Industriestil des Historismus gebaut und das Sudhaus weist Einflüsse von Jugendstil und Neobarock auf. Aus diesem Grund nutzt die Brauerei neben der Produktion und Abfüllung der verschiedenen Biersorten die Räumlichkeiten auch für Besucher. Die Brauerei sowie das historische 5-Geräte-Sudwerk kann auch bei laufender Produktion besichtigt werden. Darüber hinaus werden die Räumlichkeiten der Brauerei für Veranstaltungen und Konzerte genutzt. Unter anderem haben neun Vereine ihren Sitz auf dem Brauereigelände, und es haben sich auch schon einige Paare trauen lassen.
Die Altenburger Brauerei GmbH unterhält ein Museum zur Geschichte des Bieres und der regionalen Braukunst mit deren Bedeutung.

## Sortiment
- Bockbier
- Festbier
- Helles
- Pilsner Bier
- Kellerbier

### Saisonal erhältliche Biere
- Sommerhell
- Winterbier - Vienna Style Lager

## Auszeichnungen
- August 2011 – Bier des Monats Altenburger Premium
- 2012 – Bier des Jahres[17]
- Juli 2014 – Bier des Monats Altenburger Bock
- Regelmäßige Prämierung durch die DLG[18]
- 2019: Weltbestes Bier bei den World Beer Awards in der Kategorie Lager, Helles / Münchner[19]
- 2020: Pils des Jahres[20]
- 2021: Pils des Jahres
- 2022: Weltbestes Bier bei den World Beer Awards in der Kategorie Light Lager[21]